# Поноара (Бихор)
Поноара (рум. Ponoară) насеље је у Румунији у округу Бихор у општини Братка. Oпштина се налази на надморској висини од 661 m.

## Становништво
Према подацима из 2002. године у насељу је живело 746 становника, од којих су сви румунске националности.